# Buen Pastor

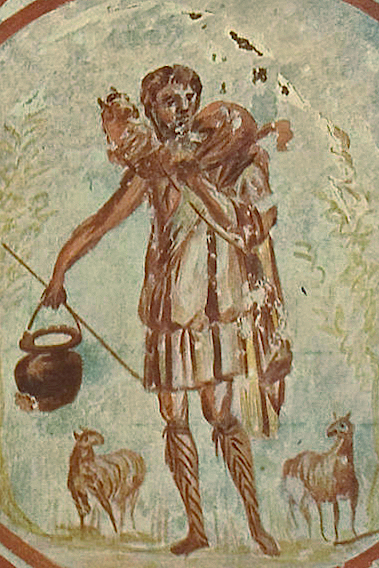
Representación del «buen pastor» en las catacumbas de san Calixto.

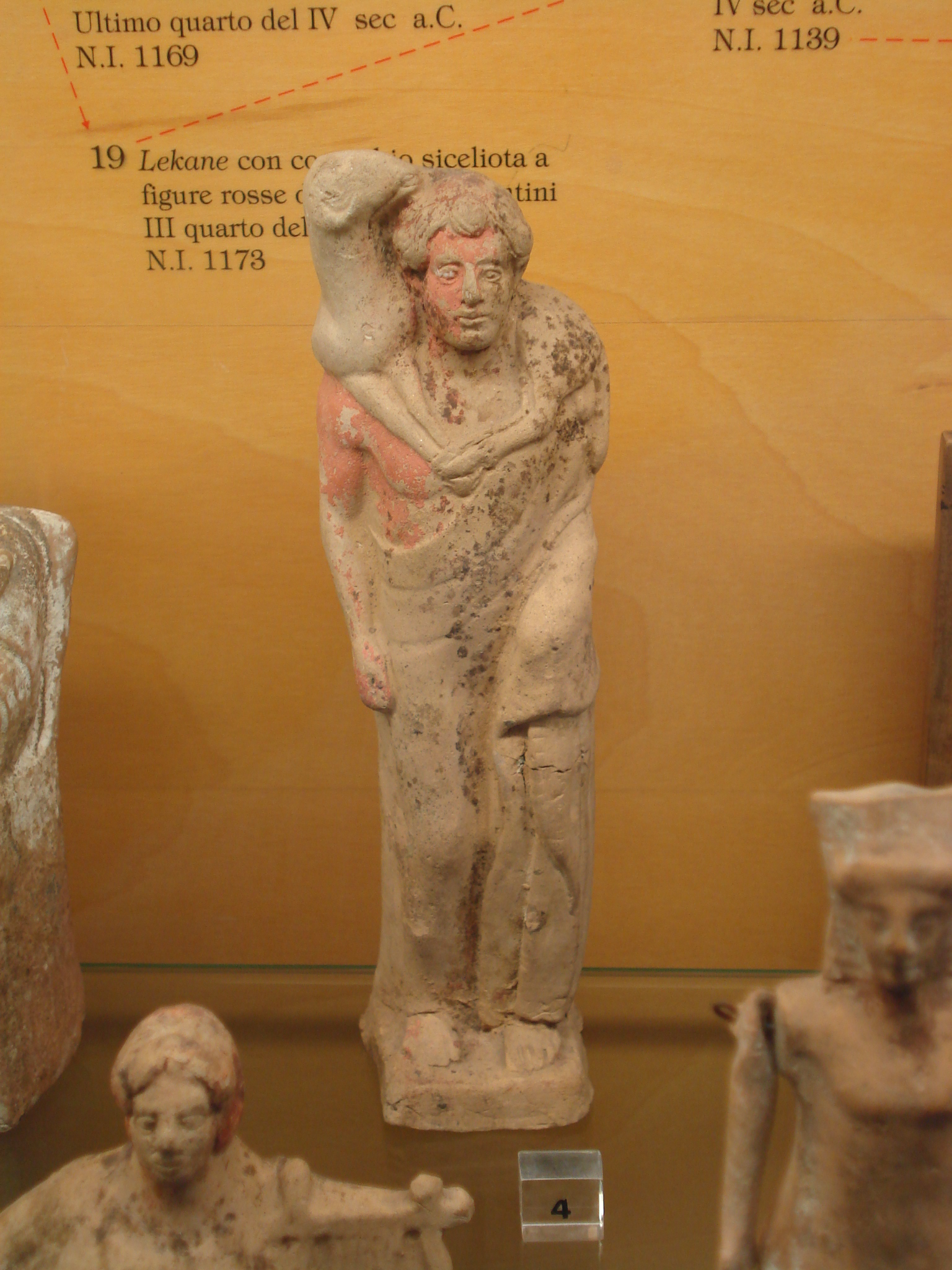
Crióforo del, perteneciente al periodo de la Grecia Antigua, con una imagen del «buen pastor». Los cristianos seguirán estos modelos para sus representaciones.

El Buen Pastor es una advocación aplicada en el Antiguo Testamento a Dios (Yahvéh) como alegoría y en el Nuevo Testamento a Jesucristo como parábola (ver la parábola de la oveja perdida).
La exégesis interpreta que la función de Dios o Jesucristo como Buen Pastor es la salvación de la «oveja descarriada» (el hombre como pecador).

## En las escrituras

### Tanaj / Antiguo Testamento
El tema aparece en el Antiguo Testamento, referido siempre a Yahveh:
En el Salmo 23:

El Señor es mi pastor.

En el Libro de Ezequiel (34, 12):

Como un pastor vela por su rebaño […] así velaré yo por mis ovejas […] la oveja perdida, la buscaré.

En el Libro de Isaías (40,11)

Como pastor pastorea su rebaño.

### Nuevo Testamento
Según los autores de los evangelios, Jesucristo se apropia de la alegoría bíblica para aplicársela a sí mismo como Hijo de Dios:

Entonces Jesús les dijo esta parábola: «Si alguno de vosotros pierde una oveja de las cien que tiene, ¿no deja las otras noventa y nueve en el desierto y se va en busca de la que se le perdió, hasta que la encuentra? Y cuando la encuentra se la carga muy feliz sobre los hombros, y al llegar a su casa reúne a los amigos y vecinos y les dice: “Alégrense conmigo, porque he encontrado la oveja que se me había perdido”. Yo les digo que de igual modo habrá más alegría en el cielo por un solo pecador que vuelve a Dios que por noventa y nueve justos que no tienen necesidad de convertirse».
Evangelio de Lucas 15, 3-7

Aparece también en el Evangelio de Juan:

Yo soy la puerta; si uno entra por mí, estará a salvo; entrará y saldrá y encontrará pastor. El ladrón no viene más que a robar, matar y destruir. Yo he venido para que tengan vida y la tengan en abundancia. Yo soy el buen pastor. El buen pastor da su vida por las ovejas. Pero el asalariado, que no es pastor, a quien no pertenecen las ovejas, ve venir al lobo, abandona las ovejas y huye, y el lobo hace presa en ellas y las dispersa,porque es asalariado y no le importan nada las ovejas. Yo soy el buen pastor; y conozco mis ovejas y las mías me conocen a mí, como me conoce el Padre y yo conozco a mi Padre y doy mi vida por las ovejas. También tengo otras ovejas, que no son de este redil; también a ésas las tengo que conducir y escucharán mi voz; y habrá un solo rebaño, un solo pastor.
Evangelio de Juan 10, 9-16

## Iconografía

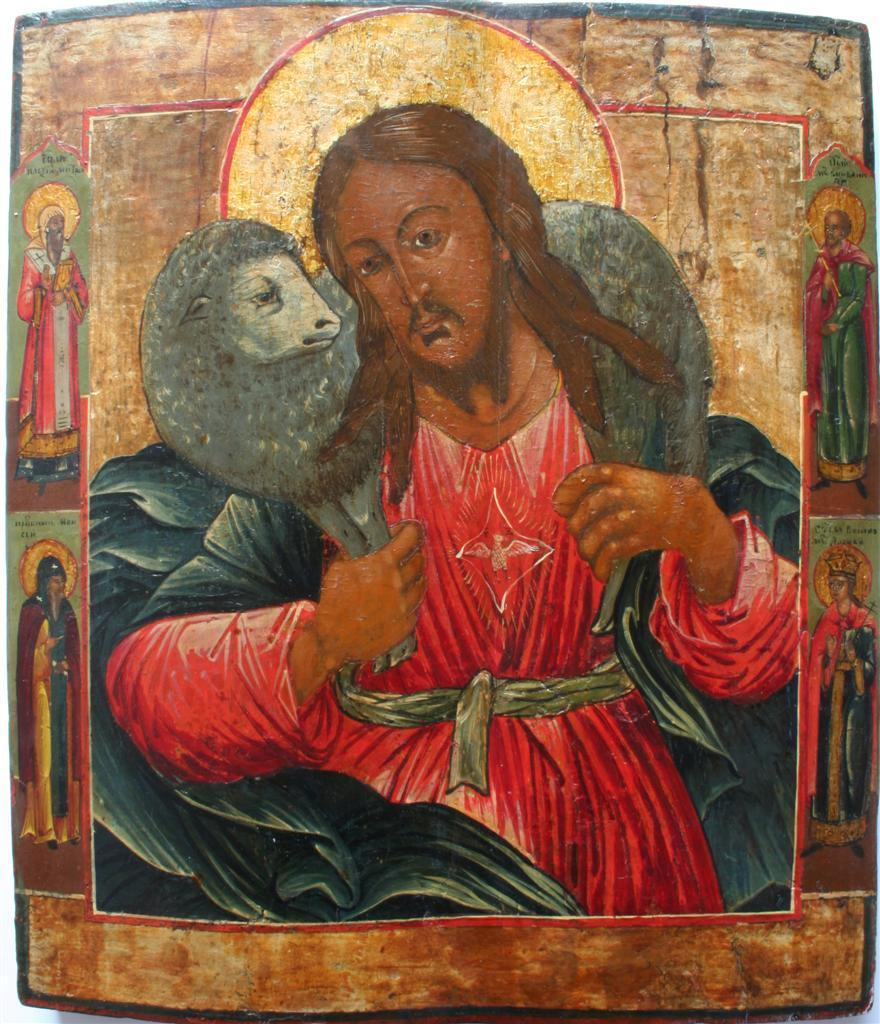
Ícono ruso del.

Desde el comienzo del cristianismo, el «buen pastor» es la imagen de Jesús de Nazaret que, en su calidad de pastor, cuida y salva a su rebaño.
Desde los tiempos del cristianismo primitivo se asoció la imagen del pastor que sale en busca de la oveja perdida con la de Cristo como Buen Pastor. La profusión de representaciones escultóricas y pictóricas del tema del pastor y la oveja en el arte paleocristiano es notable: se identificaron hasta 892 representaciones. Pueden identificarse imágenes datadas del siglo II; en su mayoría pertenecen a los siglos III y IV. Una de estas imágenes es la del anillo recientemente descubrierto en Israel el 23 de diciembre de 2021, la pieza data del III, La representación del Buen Pastor comenzó a menguar en su frecuencia hacia fines del siglo IV y prácticamente desapareció en el siglo V. La representación del «buen pastor» desaparece completamente en la Edad Media, hasta que se recupera entre el siglo XV y el XVI, para volver a quedar relegada en el siglo XIX. En el siglo XVII y XVIII reaparece a veces con la versión de la «divina pastora». La inspiración de las primeras representaciones se toma de la imagen de Orfeo —al que se le atribuía el don de encantar a los animales mientras tocaba la lira—, y de las representaciones de las obras romanas en las que el cordero entre los brazos era un símbolo de filantropía. En el primer tema el «buen pastor» guarda su rebaño, de pie o sentado. La otra representación con el cordero extraviado en los brazos o sobre los hombros está mucho más extendida y procede directamente de los modelos paganos del moscóforo o el Hermes (Crióforo) que lleva la oveja del sacrificio.
La variedad de representaciones es numerosa. Las características comunes de las obras suelen presentar a un niño que porta un báculo, cayado o flauta, con túnica, y que tiene en su regazo o lleva sobre los hombros un cordero. También se ha representado con Jesucristo adulto.
En pintura se encontraba ya en la catacumbas de San Calixto o de Domitila. Una de las representaciones del «buen pastor» más conocidas es la de Bartolomé Esteban Murillo. En la escultura ha sido también una imagen común, que empezó siendo esculpida en los flancos de los sarcófagos y recurrente en la música religiosa, como la pieza para órgano, El tríptico del buen pastor, de Jesús Guridi.